# Педуреній (Клуж)
Педуреній (рум. Pădurenii) — село у повіті Клуж в Румунії. Входить до складу комуни Мінтіу-Герлій.
Село розташоване на відстані 334 км на північний захід від Бухареста, 44 км на північний схід від Клуж-Напоки.

## Населення
За даними перепису населення 2002 року у селі проживали 108 осіб, усі — румуни. Усі жителі села рідною мовою назвали румунську.